# Лефоре
Лефоре (фр. Leforest) — коммуна во Франции, регион О-де-Франс, департамент Па-де-Кале, округ Ланс, кантон Энен-Бомон-2, в 17 км к востоку от Ланса и в 24 км к югу от Лилля, в 5 км от места пересечения автомагистралей А1 «Нор» и А21 «Рокад Миньер». На юге коммуны находится железнодорожная станция Лефоре линии Париж-Лилль.
Население (2018) — 7 232 человека.

## Достопримечательности
- Церковь Святого Николая XVIII века

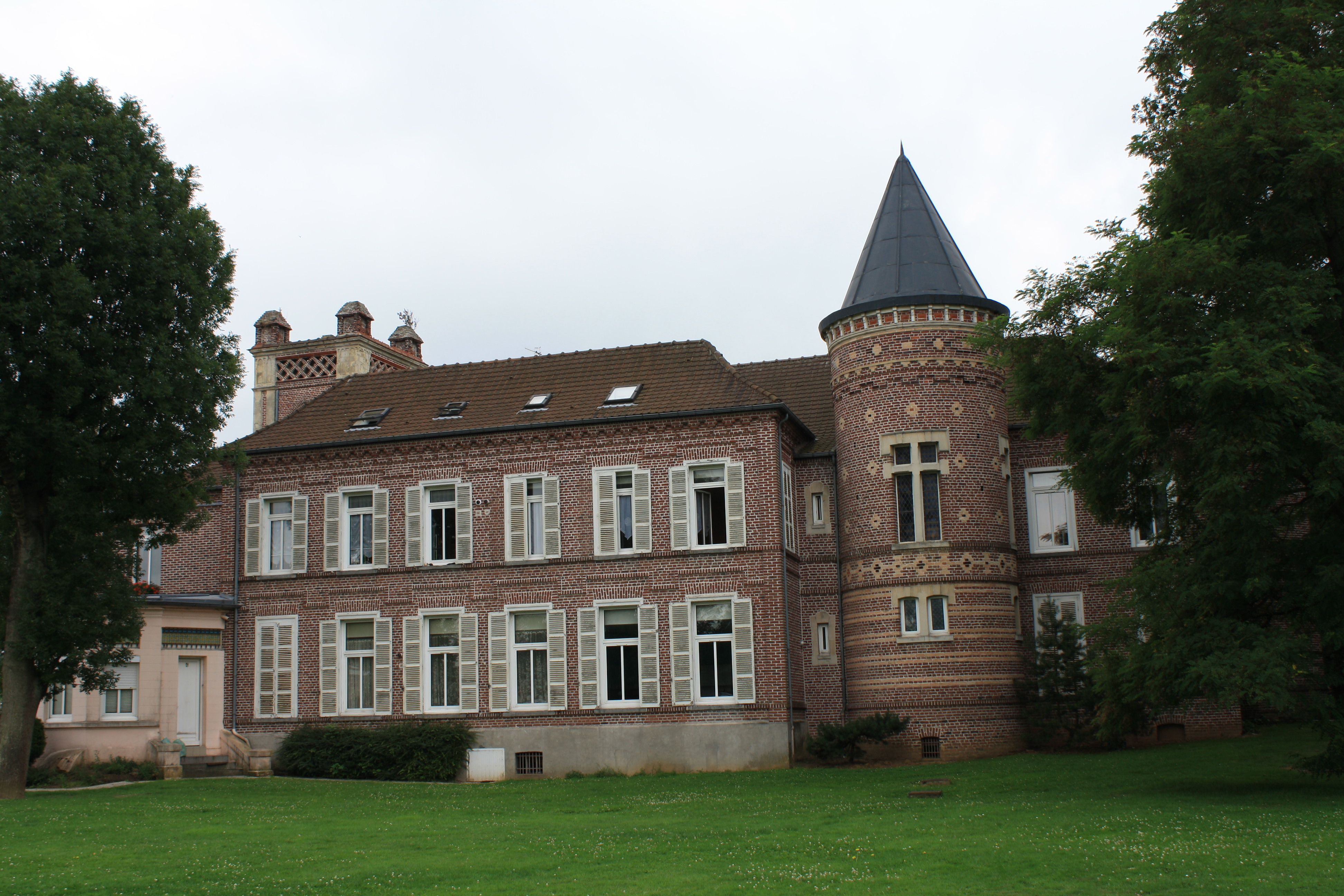
Шато Бланш-Мезон

## Экономика
Структура занятости населения:
- сельское хозяйство — 0,0 %
- промышленность — 5,3 %
- строительство — 10,4 %
- торговля, транспорт и сфера услуг — 32,2 %
- государственные и муниципальные службы — 52,2 %

Уровень безработицы (2017) — 15,1 % (Франция в целом — 13,4 %, департамент Па-де-Кале — 17,2 %). 

Среднегодовой доход на 1 человека, евро (2018) — 19 120 (Франция в целом — 21 730, департамент Па-де-Кале — 19 200).

## Демография
Динамика численности населения, чел.

## Администрация
Пост мэра Лефоре с 2008 года занимает социалист Кристиан Мюзьяль (Christian Musial). На муниципальных выборах 2020 года возглавляемый им левый список победил в 1-м туре, получив 84,09 % голосов.
| Период | Период | Фамилия          | Партия                                                             | Примечания               |
| ------ | ------ | ---------------- | ------------------------------------------------------------------ | ------------------------ |
| 1965   | 1995   | Жильбер Маркет   | Французская секция Рабочего интернационала Социалистическая партия | директор колледжа        |
| 1995   | 2001   | Клод Букерель    | Социалистическая партия                                            | профессор                |
| 2001   | 2008   | Мишель Родригес  | Разные левые                                                       | государственный служащий |
| 2008   |        | Кристиан Мюзьяль | Социалистическая партия                                            |                          |